# Olimpijci s najviše odličja
Olimpijci s najviše osvojenih medalja do sada u povijesti jesu (stanje nakon  Zimskih Olimpijskih igara u Pyeongchangu 2018. godine):
- najviše osvojenih medalja kod žena, ukupno: Larisa Latinjina, ukrajinska gimnastičarka, koja je svojih 18 medalja (9 zlatnih, 5 srebrnih i 4 brončane) osvojila u periodu 1956. – 1964., nastupajući za SSSR.
- najviše osvojenih medalja kod muškaraca, ukupno: Michael Phelps, američki plivač koji je svojih 28 medalja (23 zlatne, 3 srebrne i 2 brončane) osvajao u periodu 2004. – 2016.

## Najuspješniji olimpijci na Olimpijskim igrama modernog doba
Pregled 10 najuspješnijih natjecatelja po broju zlatnih, srebrnih i brončanih medalja:
| Sportaš (Nacija) | Sportaš (Nacija)           | Sport            | OI od-do    | Zlato | Srebro | Bronca | Ukupno |
| ---------------- | -------------------------- | ---------------- | ----------- | ----- | ------ | ------ | ------ |
| 1.               | Michael Phelps (SAD)       | Plivanje         | 2004.–2016. | 23    | 3      | 2      | 28     |
| 2.               | Larisa Latinjina (SSSR)    | Gimnastika       | 1956.–1964. | 9     | 5      | 4      | 18     |
| 3.               | Paavo Nurmi (FIN)          | Atletika         | 1920.–1928. | 9     | 3      | 0      | 12     |
| 4.               | Mark Spitz (SAD)           | Plivanje         | 1968.–1972. | 9     | 1      | 1      | 11     |
| 5.               | Carl Lewis (SAD)           | Atletika         | 1984.–1996. | 9     | 1      | 0      | 10     |
| 6.               | Marit Bjørgen (NOR)        | Skijaško trčanje | 2002.–2018. | 8     | 4      | 3      | 15     |
| 7.               | Ole Einar Bjørndalen (NOR) | Biatlon          | 1998.–2014. | 8     | 4      | 1      | 13     |
| 8.               | Bjørn Dæhlie (NOR)         | Skijaško trčanje | 1992.–1998. | 8     | 4      | 0      | 12     |
| 9.               | Birgit Fischer (GER)       | Kajak            | 1980.–2004. | 8     | 4      | 0      | 12     |
| 10.              | Savao Kato (JAP)           | Gimnastika       | 1968.–1976. | 8     | 3      | 1      | 12     |
| 10.              | Jenny Thompson (SAD)       | Plivanje         | 1992.–2004. | 8     | 3      | 1      | 12     |
| 12.              | Ray Ewry (SAD)             | Atletika         | 1900.–1908. | 8     | 0      | 0      | 8      |

- Napomena: Ovdje je, iznimno, kao 12., naveden Ray Ewry (SAD) (na 11. mjestu je američki plivač Matt Biondi), jer u nekim analima stoji da ima 10 zlatnih medalja. Međutim, to nije točno: Međunarodni olimpijski odbor, (MOO), mu priznaje 8 zlatnih medalja, jer je 2 zlatne medalje osvojio na tzv. međuigrama održanim 1906. godine u Ateni, koje su održane kao proslava 10-godišnjice prvih Olimpijskih igara, održanih 1896. godine, također u Ateni. To naravno ni najmanje ne umanjuje slavu i sportske zasluge ovog olimpijskog velikana.